# Traulia orientalis
Traulia orientalis är en insektsart som beskrevs av Willy Adolf Theodor Ramme 1941. Traulia orientalis ingår i släktet Traulia och familjen gräshoppor.

## Underarter
Arten delas in i följande underarter:
- T. o. orientalis
- T. o. szetschuanensis